# Pogoniulus subsulphureus
Pogoniulus subsulphureus е вид птица от семейство Lybiidae.

## Разпространение
Видът е разпространен в Ангола, Бенин, Габон, Гана, Гвинея, Екваториална Гвинея, Камерун, Република Конго, Демократична република Конго, Кот д'Ивоар, Либерия, Мали, Нигерия, Сиера Леоне, Того, Уганда и Централноафриканската република.